# 许文道
许文道（：／ Heo Mun-do；1940年2月26日—2016年3月5日），韩国记者、政治家。曾任朝鲜日报记者、青瓦台公报秘书官、国土统一院长官等职务。与许和平、许三守并称为“三许”（：／）。由于在位期间主管文化宣传，一手主导了被称为“言论统废合”的媒体合并政策，被称为“全斗焕政权的戈培尔”。

## 生平
1940年2月26日出生于日治朝鲜庆尚南道固城郡马岩面道田里，曾就读于釜山高等学校、首尔大学农业生命科学院，东京大学人文社会系研究科。1964年开始在朝鲜日报担任记者，1974年至1978年担任朝鲜日报驻日本特派员，1979年担任韩国驻日本大使馆公报官。
1980年1月回国参加公报官会议期间，许文道先后与高中同学同时也是壹会成员的金振永和许三守会面，随后经两人介绍于1980年2月初与全斗焕进行面谈。1980年4月被全斗焕任命为中央情报部秘书室长，光州事件后被任命为国家保卫非常对策委员会文化公报委员。同年9月全斗焕通过间接选举当选韩国总统后，许文道又被任命为青瓦台公报秘书官。
早在光州事件以前，许文道就已经产生了对媒体进行整合的构想。1980年6月和7月，许文道曾两次向全斗焕提议实行媒体整合，尽管这一计划招致郑镐溶和卢泰愚的反对，而全斗焕起初也对此表示拒绝，但却得到了时任保安司令部秘书室长许和平和人事处长许三守的支持。1980年11月12日，许文道主导的媒体合并政策开始实行，全国64家媒体通过合并、国有化、关停等方式被强行整合为14家报社、3家广播电台与电视台、1家通讯社，除此之外还有1000多名媒体从业人员遭到解雇，这次大规模整合后来被称为“言论统废合”。同年12月1日，由许文道一手主导的《言论基本法》开始实行。许文道还主持策划了大型庆典活动“国风'81”以削弱光州事件一周年的影响。
1982年1月6日被任命为文化公报部次长，1984年被任命为青瓦台政务第一首席秘书官。1985年曾向全斗焕建议出台《学院安定法》压制学生运动，但最终被撤回。1986年被调任至国土统一院担任长官。
1988年11月因第五共和国时期的媒体合并政策和强制解雇等问题与许和平、许三守等人以证人身份出席国会听证会，同年12月30日前往日本，次年2月回国。1989年5月因被指控在听证会作伪证而被文化公报委员会提起诉讼，1990年5月被认定为无罪。1996年接受12.12与5.18特别调查本部的调查，但并未遭到起诉。
1992年以无党籍身份参选第14届国会议员，最终落选。1999年4月被佛教电视台BTN TV任命为社长，但随即引起工会罢工而于同年10月被董事会罢免。
2016年3月5日7时30分在盆唐首尔大学医院去世，享年76岁。

## 影视形象
- 1995年—MBC电视剧《第四共和國》 宋永彰 饰
- 2005年—MBC电视剧《第五共和國》 李熙道 饰